# Cees Roozemond (1959)
Cees Roozemond (1959) is een Nederlands sportbestuurder.
Roozemond is onder meer actief in de paardensport. Sinds november 2014 is hij voorzitter van de Stichting Het Paard van Fryslân, een stichting die geld werft voor het mogelijk maken van een groot beeld van een Fries paard. In maart 2018 werd Roozemond voorzitter van de Koninklijke Nederlandse Hippische Sportfederatie.
Roozemond werd per maart 2019 ook algemeen directeur bij sc Heerenveen. Roozemond was voorzitter van het stichtingsbestuur en zou het algemeen directeurschap eerst tijdelijk bekleden. Roozemond is de definitieve opvolger van de opgestapte Luuc Eisenga.
Roozemond is een zoon van journalist en burgemeester Cees Roozemond.